# Joseph Regnault
Pour les articles homonymes, voir Regnault.
 (juillet 2011).
Si vous disposez d'ouvrages ou d'articles de référence ou si vous connaissez des sites web de qualité traitant du thème abordé ici, merci de compléter l'article en donnant les références utiles à sa vérifiabilité et en les liant à la section « Notes et références ».
Jean Joseph Nicolas Regnault (né le 12 juin 1797 à Villers-la-Montagne, mort le 17 juillet 1863 à Paris 17e) est un officier du Génie puis professeur de mathématiques et conducteur des Ponts et Chaussées de la Ville de Paris.
Il est fâcheusement cité dans le Grand dictionnaire universel du XIXe siècle de Pierre Larousse, sous le nom de « Jules Regnault (...) mort en 1866 » et la notice lui attribue à tort un ouvrage d'économie écrit par ce dernier.